# Diospyros longiciliata
Diospyros longiciliata är en tvåhjärtbladig växtart som beskrevs av Elmer Drew Merrill. Diospyros longiciliata ingår i släktet Diospyros och familjen Ebenaceae. Inga underarter finns listade i Catalogue of Life.